# Helmuth James Graf von Moltke
Helmuth James Conte von Moltke (Kreisau, 11 marzo 1907 – Berlino, 23 gennaio 1945) è stato un giurista e avvocato tedesco, fondatore del circolo di Kreisau, un gruppo di ispirazione conservatrice e cristiana che si oppose al regime di Adolf Hitler, e propronipote del maresciallo Helmuth von Moltke.

## Biografia
Nato a Kreisau, in Slesia, sua madre era la figlia di Sir James Rose-Innes ed entrambi membri della scienza cristiana. Studiò a Breslavia, Vienna, Heidelberg e Berlino. Nel 1931 si sposò con Freya von Moltke.
Nel 1928, si iscrisse al movimento Löwenberger Arbeitsgemeinschaften e nel 1934 rifiutò di aderire al Partito nazista; dal suo ufficio di Berlino aiutava i rifugiati ad emigrare in Gran Bretagna, dove inoltre completò il suo percorso di studi ad Oxford.
Nel 1939 venne reclutato per il fronte orientale della Abwehr al comando dell'ammiraglio Wilhelm Canaris, potendo così accedere ad alcune informazioni che lo resero un forte oppositore del regime. A Berlino fondò il circolo di Kreisau. 
Venne arrestato nel gennaio 1944 dalla Gestapo.
Dopo l'attentato a Hitler del 20 luglio 1944 fu condannato dal tribunale presieduto da Roland Freisler, che inventò delle accuse provanti il suo diretto coinvolgimento all'attentato. Fu giustiziato per alto tradimento nella prigione di Plötzensee.
Nel 1992, un documentario sulla sua vita è stato nominato per l'Oscar, The Restless Conscience.